# Växjö pastorat
Växjö pastorat är ett pastorat i Växjö domkyrkokontrakt i Växjö stift i Växjö kommun i Kronobergs län. Pastoratets kyrkoherde är även domprost i Växjö stift.
Pastoratet bildades 2014 genom sammanläggning av pastoraten:
- Växjö domkyrkoförsamlings pastorat
- Växjö Maria pastorat
- Öjaby pastorat
- Söraby pastorat
- Sjösås pastorat
- Skogslyckans pastorat
- Teleborgs pastorat
- Östra Torsås pastorat

Pastoratet består av följande församlingar (samtliga i kommunen):
- Växjö stads- och domkyrkoförsamling
- Hemmesjö-Furuby församling
- Tävelsås, Vederslöv och Kalvsviks församling före 2024 benämnd Vederslövs församling (före 2015 benämnd Vederslöv-Dänningelanda församling)
- Kalvsviks församling uppgick 2024 i Tävelsås, Vederslöv och Kalvsviks församling
- Tävelsås församling uppgick 2024 i Tävelsås, Vederslöv och Kalvsviks församling
- Öjaby församling
- Gemla församling
- Lammhults församling
- Ingelstads församling
- Söraby församling
- Gårdsby församling
- Sjösås församling
- Dädesjö församling

Pastoratskod är 060101